# Sorocea ruminata
Sorocea ruminata är en mullbärsväxtart som beskrevs av C.C. Berg. Sorocea ruminata ingår i släktet Sorocea och familjen mullbärsväxter. Inga underarter finns listade i Catalogue of Life.